# Azure (комплекс зданий)
«Azure» (прежние названия: «New Life City», «Yeni Hayat») — многофункциональный комплекс зданий, расположенный в городе Баку (Азербайджан) и состоящий из бизнес-центра, резиденции и торгово-развлекательного центра. Входящий в состав комплекса развлекательный центр «Megafun» считается самым крупным крытым развлекательным центром в Европе. Расположен в 100 метрах от береговой линии Каспийского моря, на проспекте Нобеля по соседству со строящимся районом «Baku White City».

## Azure Business Centre
«Azure Business Centre» (прежнее название: «New Life Business Centre», «Yeni Hayat Business Centre») — это 30-этажная офисная башня класса A+, выполненная в стиле постмодерн. Форма высотки символизирует корабль, мчащийся на парусах, что по замыслу архитекторов символизирует стремление к успеху. В башне располагается 200 офисных помещений, конференц-залы, кинотеатр, медицинский центр, кафе. Имеется многоуровневая парковка на 2000 автомобилей. Используются панорамные лифты.

## Azure Residence

Жилой комплекс "Azure Residence"

«Azure Residence» (прежнее название «New Life Residence», «Yeni Hayat Residence») — 28-этажное жилое здание общей площадью 84 345 м², состоит из 7 блоков. Экстерьер ориентирован на морскую тематику: сочетание синих и белых полос, наличие окон округлой формы, напоминающих иллюминаторы. Сдано в эксплуатацию в 2010 году. В нём расположено 307 квартир. Резиденция имеет жилой двор площадью 8000 кв.м.

## Azure Shopping Centre
«Azure Shopping Centre» — торговый центр площадью 40 000 м² расположился на 4 этажах. Открыт в 2012 году.